# Таас
Таас — упразднённый железнодорожный разъезд (населённый пункт) в Тындинском районе Амурской области России. На момент упразднения входил в состав Юкталинского сельсовета. Исключен из учётных данных в 1988 году.

## География
Железнодорожный разъезд располагался у разъезда Таас-Юрях на участке Хани — Февральск Дальневосточной железной дороги, на расстоянии примерно 16 километров (по прямой) к северо-западу от поселка Юктали.

## История
Решением Амурского исполкома от 20 января 1988 года № 14, железнодорожный разъезд Таас исключен из учётных данных.